# العلاقات الرواندية الناوروية
العلاقات الرواندية الناوروية هي العلاقات الثنائية التي تجمع بين رواندا وناورو.

## مقارنة بين البلدين
هذه مقارنة عامة ومرجعية للدولتين:
| وجه المقارنة                                              | رواندا                                        | ناورو                          |
| --------------------------------------------------------- | --------------------------------------------- | ------------------------------ |
| المساحة (كم2)                                             | 26.34 ألف                                     | 21                             |
| عدد السكان (نسمة)                                         | 12.21 مليون                                   | 10.08 ألف                      |
| الكثافة السكانية (ن./كم²)                                 | 463.55                                        | 48.00 ألف                      |
| العاصمة                                                   | كيغالي                                        | ضاحية يارين                    |
| اللغة الرسمية                                             | اللغة الكينيارواندا، لغة إنجليزية، لغة فرنسية | اللغة الناورونية، لغة إنجليزية |
| العملة                                                    | فرنك رواندي                                   | دولار أسترالي                  |
| الناتج المحلي الإجمالي (بليون دولار)                      | 9.14 مليار                                    | 113.88 مليون                   |
| الناتج المحلي الإجمالي (تعادل القوة الشرائية) بليون دولار | 20.46 مليار                                   | 162.98 مليون                   |
| الناتج المحلي الإجمالي الاسمي للفرد دولار أمريكي          | 697                                           | 9.83 ألف                       |
| الناتج المحلي الإجمالي للفرد دولار أمريكي                 | 1.66 ألف                                      |                                |
| مؤشر التنمية البشرية                                      | 0.483                                         |                                |
| رمز المكالمات الدولي                                      | +250                                          | +674                           |
| رمز الإنترنت                                              | .rw                                           | .nr                            |
| المنطقة الزمنية                                           | ت ع م+02:00                                   | ت ع م+12:00                    |

## منظمات دولية مشتركة
يشترك البلدان في عضوية مجموعة من المنظمات الدولية، منها:
| علم المنظمة | اسم المنظمة                                 | تاريخ انضمام رواندا | تاريخ انضمام ناورو |
| ----------- | ------------------------------------------- | ------------------- | ------------------ |
|             | يونسكو                                      | 7 نوفمبر 1962       | 17 أكتوبر 1996     |
|             | منظمة حظر الأسلحة الكيميائية                | ?                   | ?                  |
|             | الاتحاد البريدي العالمي                     | ?                   | ?                  |
|             | منظمة الشرطة الجنائية الدولية               | ?                   | ?                  |
|             | الأمم المتحدة                               | 18 سبتمبر 1962      | 14 سبتمبر 1999     |
|             | الاتحاد الدولي للاتصالات                    | 12 ديسمبر 1962      | 10 يونيو 1969      |
|             | مجموعة دول أفريقيا والكاريبي والمحيط الهادئ | ?                   | ?                  |
|             | دول الكومنولث                               | ?                   | ?                  |

## وصلات خارجية
- موقع وزارة الخارجية الرواندية